# José Pinazo Martínez
José Pinazo Martínez (Roma, 1879 - Madrid, 1933) fue un pintor español. Aunque nacido en Roma de forma accidental, hijo del también pintor Ignacio Pinazo Camarlench —que le influiría notablemente en su obra—, a los dos años de edad se trasladó a Valencia.
Interesado desde muy joven en la pintura, en 1895, con sólo 16 años, participó en su primera Exposición Nacional. Marchó a Madrid a hacer carrera, donde fue apreciado por la crítica —entre esta se encontraban nombres como Manuel Abril o José Francés—.
El crítico de arte José Francés, bajo el pseudónimo de «Silvio Lago», afirmó en La Esfera sobre Pinazo Martínez que éste terminó de madurar artísticamente en 1910 con su cuadro A plena vida. Obtuvo  medalla de primera clase en la Exposición Nacional de Bellas Artes de 1915 por su cuadro Floreal. En 1921 viajó a la isla de Cuba, donde obtuvo distintos encargos profesionales. Fue hermano del escultor Ignacio Pinazo Martínez (Valencia, 1883 - Godella, 1970).

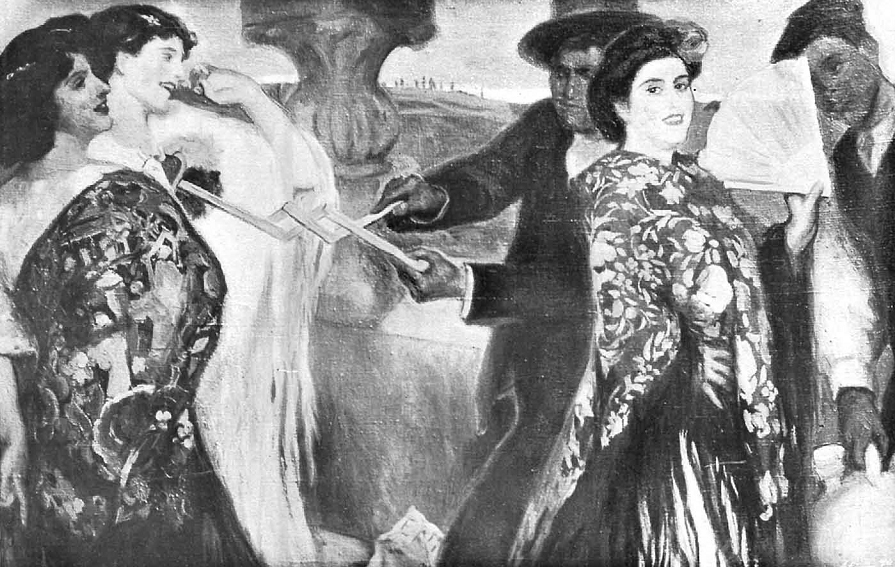
¡Miau! (1908)
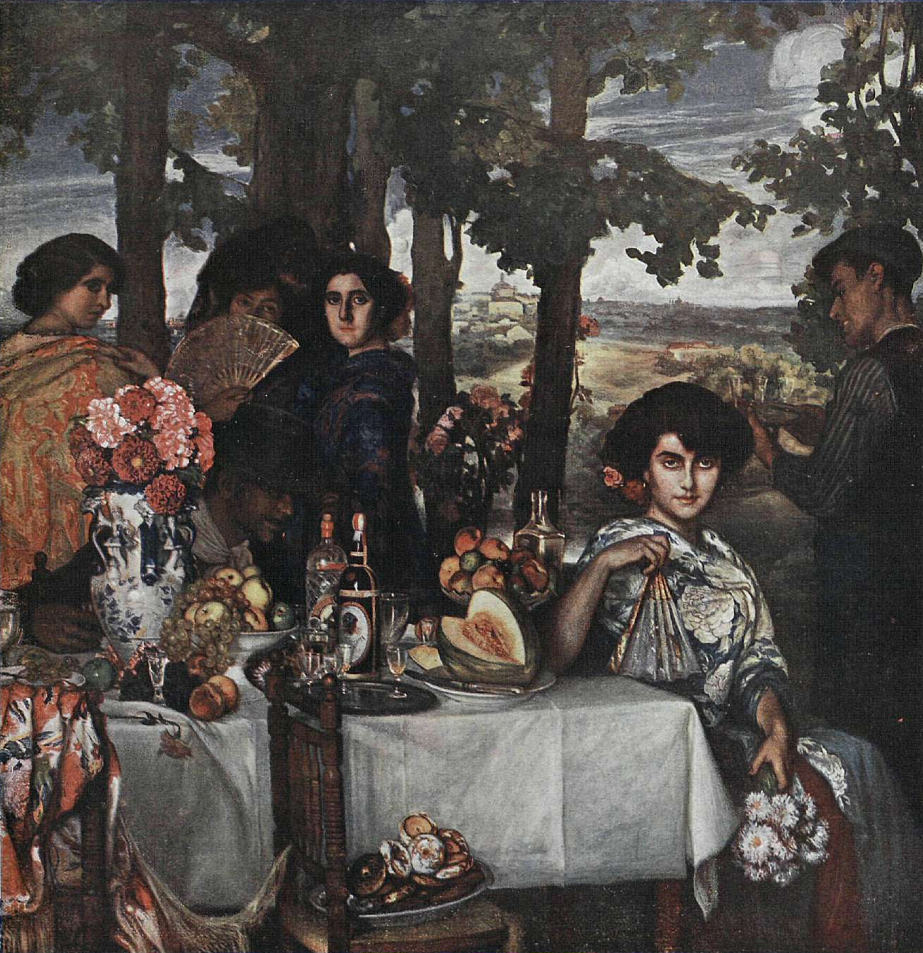
A plena vida (1910)
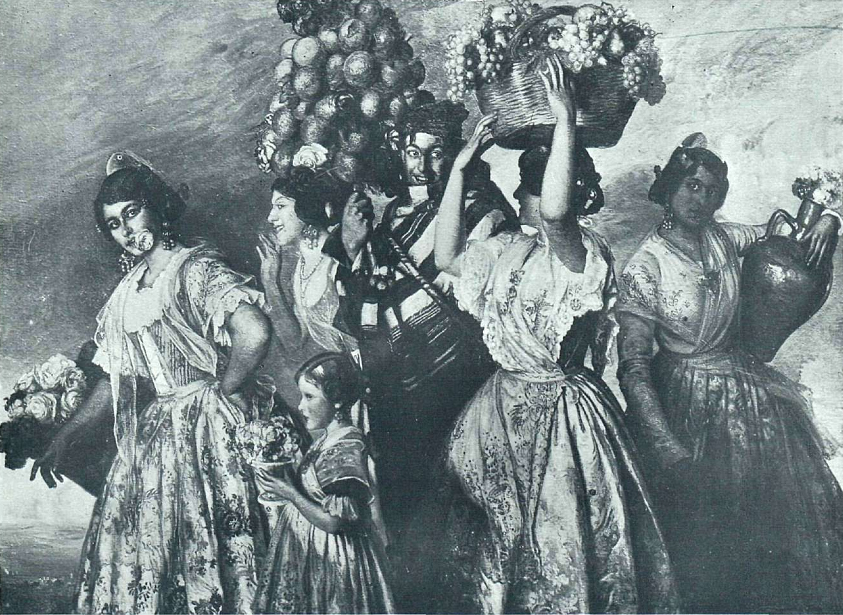
Floreal (1915)
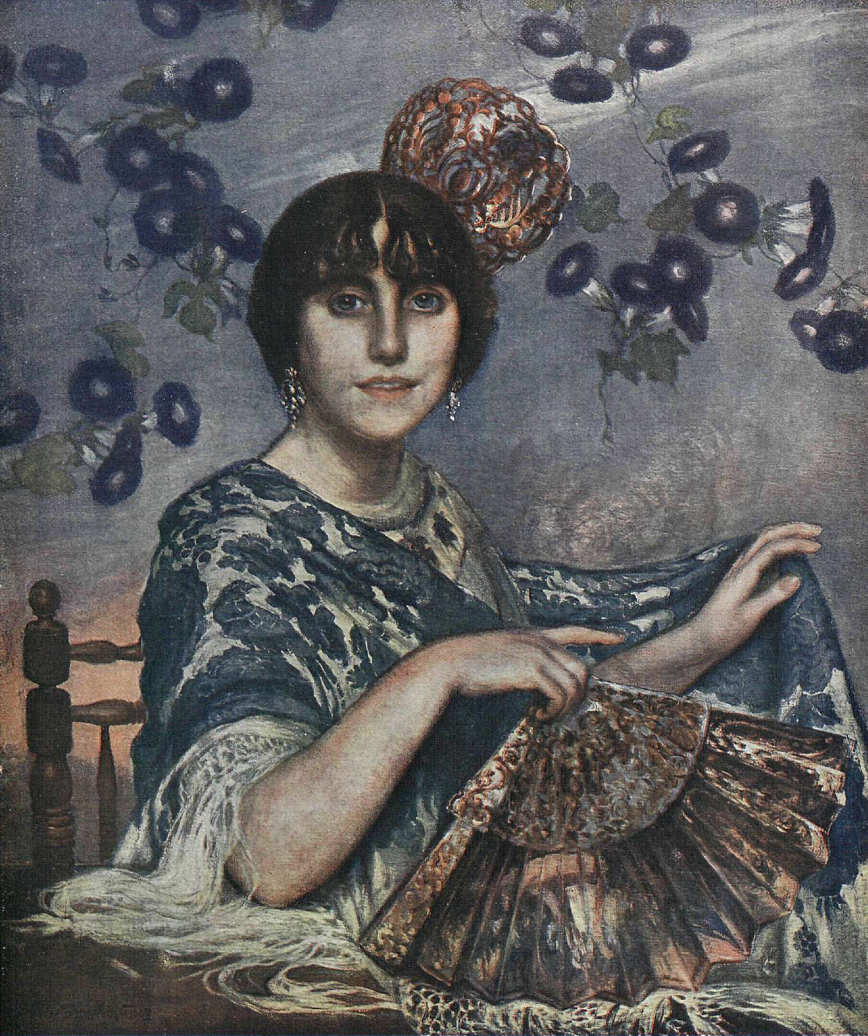
La maja de las campanillas (1916)
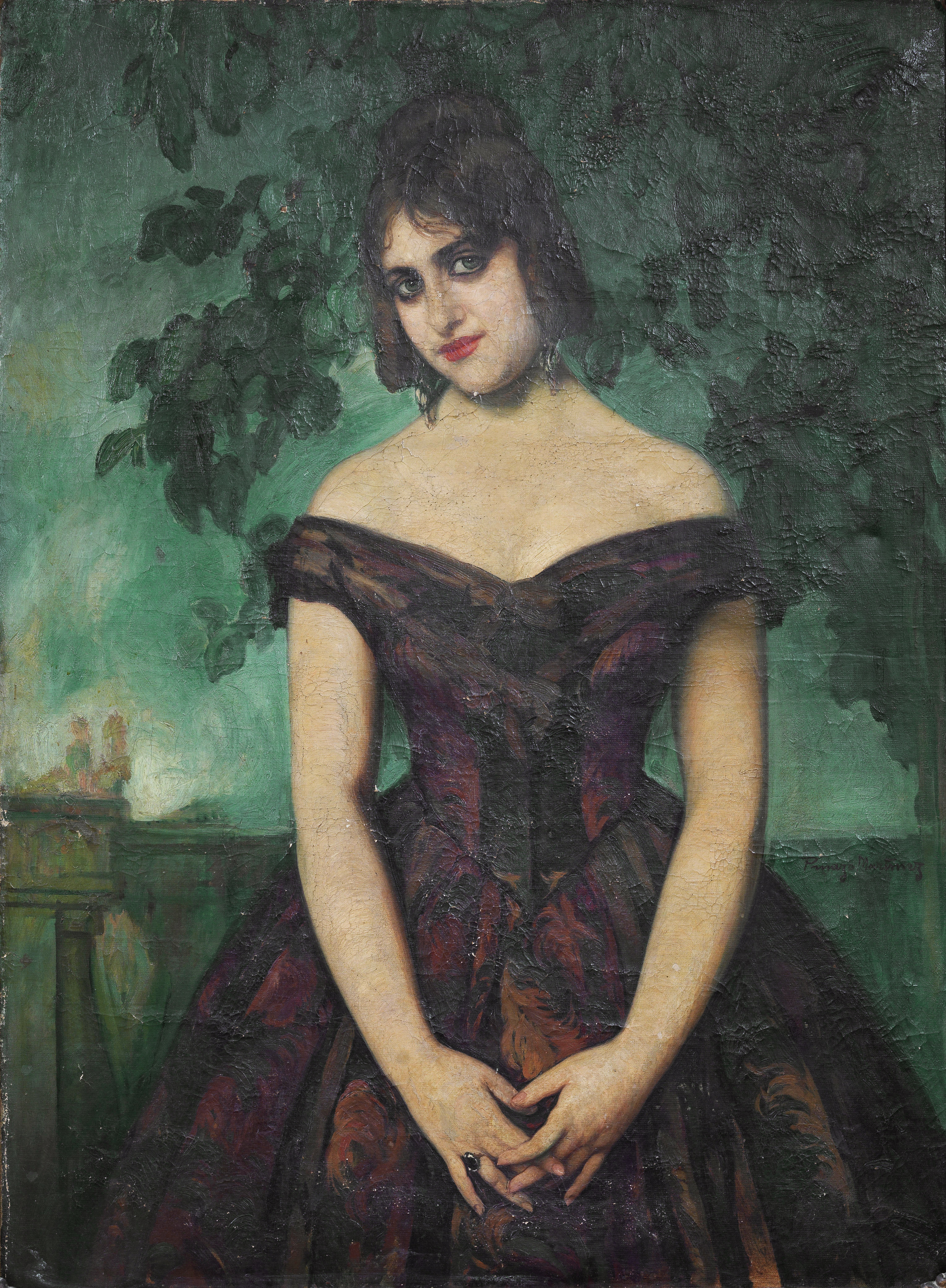
Luisa Puchol (1917).